# Epallia plana
Epallia plana är en insektsart som först beskrevs av Carl Stål 1878.  Epallia plana ingår i släktet Epallia och familjen gräshoppor. Inga underarter finns listade i Catalogue of Life.